# Libros (Teruel)
Libros es un municipio y localidad española de la provincia de Teruel, en la comunidad autónoma de Aragón. El término municipal, ubicado en la comarca Comunidad de Teruel, tiene una población de 102 habitantes (INE 2024). La localidad está situada a orillas del río Turia, a unos 766 m de altitud sobre el nivel del mar.

## Geografía
Integrado en la comarca de Comunidad de Teruel, se sitúa a unos 27 km de la capital provincial. El término municipal está atravesado por la carretera N-330 entre los pK 276 y 280, además de por las carreteras locales que conectan con Tramacastiel y Riodeva.
El relieve del municipio es predominantemente montañoso, entre los Montes Universales y la sierra de Javalambre, destacando la sierra de Santa Bárbara al norte y la sierra de Matanza al sureste, en la conexión entre ambos núcleos montañosos del Sistema Ibérico. Al oeste de estas dos sierras discurre el río Guadalaviar, que pasa por el pueblo. Las elevaciones más destacadas son el pico Santa Bárbara (1282 m), en el límite con Riodeva y Villel, y el pico Tabaira (1202 m) al noreste. Entre las montañas descienden numerosas ramblas tributarias del Guadalaviar, así como el río Riodeva, que marca el límite con el Rincón de Ademuz. La altitud del municipio oscila entre los 1282 m (pico Santa Bárbara) y los 750 m a orillas del río Guadalaviar. El pueblo se alza a 766 m sobre el nivel del mar.
| Noroeste: Tramacastiel            | Norte: Villel          | Noreste: Villel  |
| Oeste: Tramacastiel               |                        | Este: Riodeva    |
| Suroeste: Castielfabib (Valencia) | Sur: Ademuz (Valencia) | Sureste: Riodeva |

### Toponimia
El topónimo Libros recuerda al topónimo Eriglos de la sierra de Albarracín, a Riglos en la provincia de Huesca y a Ricla en la provincia de Zaragoza.
Son interesantes los microtopónimos Puntal de Serretilla, Los Abantos, Puntal del Cinglo, Los Planos, Puntal de Manzaneros, La Zapata y Hontanares.

### Barrios y Pedanías
- La Azufrera, antiguo barrio minero situado al sureste del término -lindante con el de Riodeva-, actualmente desaparecido.[3]-[4]

## Historia
Libros formó parte de la Comanda templera de Villel, que con la disolución de la orden a principios del siglo XIV (1312), pasó a ser parte de la Castellanía de Amposta de la Orden del Hospital, a la que también pertenecía Castielfabib, villa del vecino Rincón de Ademuz. Una de las primeras referencias al lugar se halla en un documento datado en Teruel, de fecha 29 de abril de 1196 escrito en latín medieval y en catalán, mediante el que el fray Lino de Lucca, maestre de la Orden de Monte Gaudio de Jerusalén, del Hospital de San Redentor de Teruel y de la Casa de Alfambra hace entrega a los templarios de las propiedades que su orden tenía en el Reino de Aragón, incluyendo el castillo de esta localidad -dice el texto latino-:

«...et futuris scilicet castrum de Alfambra et castrum de Villel et castrum de Libris et pennam que est inter Villel et Libros juxta fluvium de Godalaviar...» […]«...de venidors esto es a saber: lo castel de Alfambra e el castel de Vileyl e el castel de Libres e la Pena qu'es entre Vileyl e Libres prop lo flum de Godalaviar».
 El Capítulo de Racioneros de Teruel , Alberto López Polo

La comunidad templaria de Villel, a la sazón centro neurálgico de su Encomienda, puso en marcha una política agraria con finalidad colonizadora en el territorio de su jurisdicción, estableciendo una serie de contratos agrarios –en noviembre de 1212 extendieron carta de población a Libros, zona fronteriza con el recién conquistado territorio del pre-Rincón de Ademuz (Ademuz y Castielfabib)-: se trataba de un contrato agrario entre la entidad señorial (templarios) y los cultivadores que quisieran acudir a poblar el lugar:

«El Temple, después de reservarse la iglesia, el horno y el molino, retenía además tres piezas de tierra; el resto de la heredad quedaba en tenencia para los cultivadores a cambio de la entrega de décimas y primicias y la obligación de prestar a los freiles el servicio de hueste y cabalgada».
Cartas de población y fueros turolenses, María Luisa Ledesma Rubio

## Libros a mediados delsigloXIX(1847)
Pascual Madoz muestra la localidad como situada «en un barranco debajo de un elevadísimo peñasco, resguardado de todos los vientos», refiriendo que «goza de buen clima y las enfermedades más frecuentes (son las) tercianas». Respecto al terreno, dice que «es desigual cubierto de monte bajo; báñale el río Blanco ó Guadalaviar, con cuyas aguas se riegan varias huertas y diferentes trozos de terreno». No obstante la bondad de las tierras de regadío –tiene 486 yugadas de primera clase, 774 de segunda y 1060 de tercera-, «la agricultura está sumamente abandonada».
El caserío –habitado por 257 vecinos, 630 almas-: estaba formado por ciento setenta y seis casas «de muy mala construcción, algunas de ellas metidas dentro de cuevas» –se refiere a las casas-cueva del barrio minero de «La Azufrera»-. Ya entonces tenía «una escuela de primeras letras; casa para la municipalidad (Casa Consistorial), y una iglesia parroquial bajo la advocación de San Juan Bautista», «servida por un cura de entrada y provisión ordinaria (diocesana, por el obispado) y un cementerio que en nada perjudica á la salud pública (alejado de la población y bien ventilado)».
Respecto a las comunicaciones, los caminos mediante los que se comunica con los pueblos limítrofes se hallan «en mediano estado», recibiendo la correspondencia de la administración de la provincia. En cuanto a los cultivos habituales, produce trigo, cebada, avena, maíz, cáñamo, nueces, frutas, patatas, vino y legumbres, criando «ganado lanar, poco vacuno y hay caza de conejos, liebres y perdices». Su industria principal, la minería del azufre y «la elaboración del esparto que es casi la ocupación principal» de sus habitantes.

## Patrimonio histórico-artístico

### Arquitectura religiosa
- San Antonio Abad, pilón situado en el barrio del Rabal, basado en columna de piedra sobre basa y hornacina labrada en una sola pieza con la imagen del titular.
- San Juan Bautista, iglesia parroquial situada en la plaza Mayor, con torre-campanario a los pies -lado del evangelio-, muros de mampostería ordinaria y cobertura a tres aguas: su fábrica es de planta rectangular, posee tres naves, la central luce cúpula de cañón con lunetos y las laterales de arista; la torre tiene cinco cuerpos, tres cuadrangulares (en la parte baja) y dos octogonales (en la parte alta), siendo el último un chapitel con veleta de hierro.
- Vía Crucis, pilones de ladrillo cara-vista con plafón cerámico salido de los talleres valencianos (Manises), representando la Pasión de Cristo en el camino del cementerio municipal.
- Virgen de la Huerta, ermita situada en el extremo meridional del pueblo, partida de Santamaría; posee planta rectangular, cobertura a dos aguas y ventanas de culto a ambos lados de la entrada, cúpula de medio cañón con lunetos y sencillo retablo neo-clásico con imagen de la titular.
- Virgen del Pilar, sencillo oratorio situado en la margen izquierda del Turia, al pie del cerro de su nombre -frente a la población-: posee imágenes de la Virgen (de bulto, sobre sus andas y cuadro encristalado), con gran plafón cerámico representando la Catedral-basílica de Nuestra Señora del Pilar de Zaragoza.

### Arquitectura civil
- Ayuntamiento, antigua Casa Abadía y fuente pública ornamental, en el casco urbano; merendero y polideportivo, frente a la población, margen izquierda del Turia.
- Cementerio municipal, en un cerro al suroeste de la población.
- Castillo de Libros, situado sobre El Mortero, cerrito rocoso en el centro de la población y del que quedan escasos vestigios; dependió del cercano de Villel, bajo la Orden de Santa María de Montegaudio de Jerusalén, de la Orden del Redentor de Teruel y del Temple.[9]-[10]

## Demografía
Libros cuenta con una población de 102 habitantes (INE 2024).
| Gráfica de evolución demográfica de Libros entre 1842 y 2021                                                        |
| |
| Población de derecho según los censos de población del INE Población de hecho según los censos de población del INE |

## Fiestas
- Fiestas del Pilar, del 11 de octubre al 14 de octubre.

## Administración y política
| Período   | Alcalde               | Partido |  |
| --------- | --------------------- | ------- |  |
| 1979-1983 | Rafael Millán Navarro | UCD     |  |
| 1983-1987 |                       |         |  |
| 1987-1991 |                       |         |  |
| 1991-1995 |                       |         |  |
| 1995-1999 |                       |         |  |
| 1999-2003 |                       |         |  |
| 2003-2007 |                       |         |  |
| 2007-2011 |                       |         |  |
| 2011-2015 | Rafael Millán Navarro | PP      |  |

| Partido político    | Partido político                                   | 2003   | 2007   | 2011   | 2015   |
| Partido político    | Partido político                                   | Ediles | Ediles | Ediles | Ediles |
|                     | Partido Popular de Aragón (PP)                     | 4      | 4      | 4      | 4      |
|                     | Partido de los Socialistas de Aragón (PSOE-Aragón) | 1      | —      | —      | 1      |
|                     | Partido Aragonés (PAR)                             | —      | 1      | 1      | —      |
|                     | Compromiso con Aragón (CA)                         | —      | —      | —      | —      |
|                     | Chunta Aragonesista (CHA)                          | —      | —      | —      | —      |
|                     | Iniciativa Aragonesa (INAR)                        | 1      | —      | —      | —      |
| Total de concejales | Total de concejales                                | 5      | 5      | 5      | 5      |